# Tomasz Jaworski (muzyk)
Tomasz „Kciuk” Jaworski – polski muzyk, gitarzysta basowy, słynny dzięki doskonałemu opanowaniu techniki grania kciukiem na gitarze basowej zwanej slap. Był on jednym z pierwszych muzyków w Polsce grających w tym stylu, już na początku lat osiemdziesiątych XX wieku. Tworzy i gra muzykę w wielu stylach muzycznych - począwszy od rocka przez funk a skończywszy na jazzie.
Był założycielem grupy Kciuk oraz współpracował z liczną grupą najwybitniejszych muzyków, zarówno polskich jak i zagranicznych m.in. Virtual J@zz Reality Piotra Iwickiego. 
Inne jego projekty to: Tomasz „Kciuk” Jaworski Electric Band, Tomasz „Kciuk” Jaworski quarter oraz Kciuk Surzyn Band.

## Dyskografia (wybór)
z zespołem Kciuk
- Kciuk – A Little Wing (1990)
- Kciuk – Bramy raju (1994)

z zespołem Madame
- Madame – Koncert (koncert z 1986 roku) (1999)

z  Tadeuszem Nalepą
- Tadeusz Nalepa – Absolutnie (1991)
- Tadeusz Nalepa – Muzyka do filmu „Śmierć dziecioroba” (2006)

z Oddziałem Zamkniętym
- Oddział Zamknięty – Z miłości do R`n`R (1993)
- Oddział Zamknięty – Terapia (1994)

z Johnem Porterem
- John Porter – Wings Inside (1989)

z Piotrem Iwickim
- Virtual J@zz Reality – The Best of Polish Smooth & Ethno Jazz – Polonia Records 2008 (Live in Sala Kongresowa)

z Kciuk Surzyn Band
- Kciuk Surzyn Band – Klucha w śpiewnik, Polton 1991, CD PL 016[1]